# Vaslav Nijinsky

Vaslav Nijinsky in Paris, 1909

Vaslav Nijinsky (französische Transkription, in ursprünglicher polnischer Schreibweise Wacław Niżyński, russisch Вацлав Фомич Нижинский / Wazlaw Fomitsch Nischinski, auch Vaclav Nijinski oder Vatslav Nizhinskiy transkribiert; * 16. Dezemberjul. / 28. Dezember 1889greg., nach anderen Quellen 12. März 1888 oder 1889 oder 1890 in Kiew; † 8. April 1950 in London) war ein polnischstämmiger russischer Balletttänzer und Choreograf.
Seine Zeitgenossen, die ihn tanzen sahen, waren von seiner Verwandlungsfähigkeit, seiner Virtuosität, seiner Grazie und Sprungtechnik beeindruckt. Als vollkommen galt seine Fähigkeit, einen Sprung scheinbar in der Luft anzuhalten (Ballon). Seine Sprünge gelten aus heutiger Sicht nicht als gewaltig in ihrem Raummaß, aber durch den Eindruck ihrer zeitlichen Arretierung beeindruckend. Für den Zuschauer war die dafür notwendige Kraftanstrengung nicht sichtbar. Der Eindruck schwereloser Sprünge wurde noch durch seine Fähigkeit zu lautlosen und sanften Landungen verstärkt. Bis heute ist der Name Nijinsky daher ein Synonym für perfekte Tanzkunst.

## Leben
Nijinsky wurde als zweites Kind der Tänzer Tomasz Niżyński und Eleonora Bereda in Kiev geboren. Ab 1900 besuchte er die kaiserliche Tanzakademie in Sankt Petersburg und wurde für seine außerordentliche Virtuosität und Sprungkraft berühmt, ab 1907 war er Künstler des Kaiserlichen Theaters St. Petersburg. Auch seine Schwester Bronislava Nijinska (1892–1972) erlangte als Balletttänzerin und Choreographin Weltruhm.
Einen Wendepunkt in Nijinskys Leben markierte 1908 das Zusammentreffen mit dem Impresario Sergei Djagilew, einem bekennenden Homosexuellen aus der Sankt Petersburger Oberschicht, dessen Liebhaber er bis zum Jahr 1913 war.

### Nijinsky bei den Ballets Russes

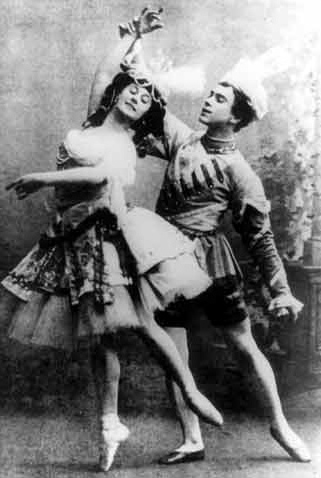
Anna Pawlowa und Nijinsky in Pavillon d’Armide

Da Sergei Djagilew 1909 auf die Tänzer des Mariinski-Theaters (des späteren Kirows) für seine Gastspiele der Ballets Russes in Paris und London angewiesen war, kam Djagilew mit dem Direktorium des Mariinski-Balletts in Konflikt, als er Nijinsky für die Tour der Compagnie entbinden wollte. Nach einem wohl von Djagilew inszenierten Skandal, in dem Nijinsky bei einer Galaaufführung als Albrecht mit Tamara Karsawina in Giselle vor den Romanows ohne die üblichen Oberhosen, nur in engen und den heute üblichen Balletthosen auftrat, wurde Nijinsky umgehend gekündigt und darauf das „Zugpferd“ der Compagnie. Nijinsky, Tamara Karsawina, Ida Rubinstein und Anna Pawlowa übernahmen die Rollen in den extra für die jeweiligen Saisons bestellten Choreographien.
Die Ballets Russes wurden durch die damalige Lust der Pariser und Londoner Gesellschaft am Orientalischen zu einem künstlerischen Großereignis. Das Talent Djagilews, moderne Musik und Choreographie mit ausgeprägtem Kostümdesign  und aufwendig gestalteten Bühnenbildern (Cocteau, Bakst, Benois und Picasso) durch damals unbekannte, aber von neuen, frischen Ideen inspirierte Künstler zu Gesamtkunstwerken zu verbinden, beförderte die Compagnie schnell zur künstlerischen Avantgarde per se und ließ die Ballets Russes zur einflussreichsten Ballettkompanie  des beginnenden 20. Jhs. werden. Dabei wechselte Djagilew schnell von den klassischen Balletten zu bestellten Werken, die auf Musik von Debussy, Strawinski, Ravel, Richard Strauss und Manuel de Falla basierten.
Nijinsky tanzte bei folgenden Erstaufführungen der Ballets Russes: Cléopâtre (Fokine, 1909), Schéhérazade (Fokine, 1910), Carnaval (Fokine, 1910), Pétrouchka (Fokine, 1911), Le Spectre de la Rose (Fokine, 1911), Le Dieu Bleu [The Blue God] (Fokine, 1912), Daphnis et Chloé (Fokine, 1912), L’après-midi d’un faune (1912), Jeux (1913) und Till Eulenspiegel (1917). Seine eigenen Choreographien sind dabei L’après-midi d’un faune (1912), Jeux (1913), Le Sacre du Printemps (1913) und Till Eulenspiegel (1917).

#### Die orientalischen Stücke

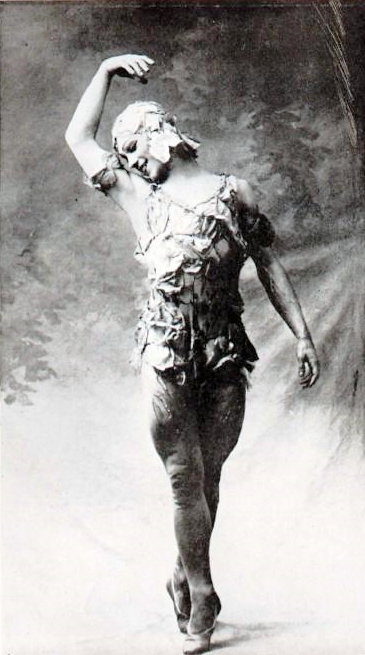
Nijinsky in Le Spectre de la Rose

Die erste Saison der Ballets Russes wurde durch die beim Pariser Publikum beliebten orientalischen Stücke getragen. Die lyrisch orientalistischen Ballette Scheherazade, Daphnis et Chloé und Le Dieu bleu waren unterhaltsame exotische Tagträume, in denen schon das Androgyne und Katzenhafte Nijinskys (insbesondere als Sklave in Scheherazade), der die klassischen Prinzenrollen nie gut ausfüllte, bestens zur Geltung kam. Mit Michel Fokine war ein Choreograph gefunden, der erstmals in Les Sylphides ein Ballett ohne tragende Handlung und somit als Ballet pour le Ballet choreographierte und als erster Neuerer im Genre gilt. Durch Fokines choreographische Ideen wurden andere Möglichkeiten der Darstellung des klassischen Tanzes ausgelotet, mit dem Sterbenden Schwan selbst Philosophie als Tanz umgesetzt.
Die orientalischen Stücke fanden in Scheherazade (1910) einen prachtvollen Glanzpunkt. Ida Rubinstein als Zobeide und Nijinsky als Sklave traten in dem mit allem szenischen Aufwand ausgestatteten Werk mehr pantomimenhaft auf. Von größerer und nachhaltigerer Wirkung als die choreographischen Ideen erwiesen sich in Scheherazade aber Bühneninszenierung und Kostümentwürfe von Leon Bakst. Nachdem Le Dieu bleu beim Publikum durchgefallen war, trennte sich Diagilew vorläufig von Fokine.
Durch das fokinsche Repertoire arbeitete sich auch erstmals ein Tänzer in den Mittelpunkt von Handlungs- und Ausdrucksballetten. Das Publikum wartete insbesondere auf die athletischen Sprünge Nijinskys und dessen lyrisches Schauspieltalent sowie die szenographische Inszenierung, für die führende Künstler im Bühnenbild sowie Kostüm engagiert wurden. Mit L’Oiseau de feu stellte Strawinski, der bald die bedeutendsten Beiträge der Ballettpartitur schreiben sollte, erstmals ein – noch seinem Lehrer Rimski-Korsakow verpflichtetes – Werk vor. Hier spielte Tamara Karsawina, Nijinskys Hauptpartnerin, die Rolle des Feuervogels. Durch die Kündigung von Fokine bei den Ballets Russes 1912 wurde dessen choreographischer Part jetzt gänzlich durch Nijinsky übernommen, der schon im Feuervogel sowie bei Scheherazade und Petruschka maßgeblich auf die choreographische Gestaltung eingewirkt hatte.

#### Le Spectre de la Rose
Mit Le Spectre de la Rose (1911) begann die Reform der choreographischen Arbeiten von Fokine für das Ballett im Allgemeinen und die Ballets Russes im Speziellen. Die neuartige Paarchoreographie Fokines für Karsawina und Nijinsky, die den männlichen Part durch eine androgyne Rolle aus der klassischen geschlechtlichen Zuordnung befreite, leitete eine Revolution im Paartanz ein, in der dem männlichen Part eine Reetablierung gegenüber der Ballerina gelang. Das Ballett als Innenschau eines weiblichen Traums von einem erotischen Erlebnis und die Uneindeutigkeit geschlechtlicher Zuordnung erhoben Le Spectre de la Rose als Gesamtkonzept über die gewohnte klassische Balletttradition, bediente sich aber aus dem Kanon der romantischen Ballette und dessen Bewegungs- und Raumkonzepten.

#### Die russischen Stücke

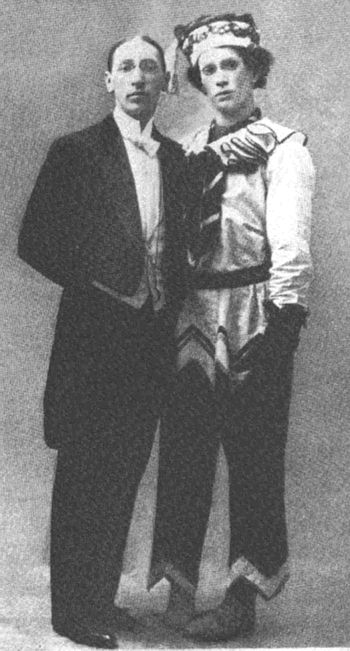
Strawinski und Nijinsky (im Kostüm von Petruschka)

Mit Strawinski war seit Tschaikowski erstmals wieder ein herausragender Komponist für das Ballett gefunden. Die Auftragsarbeit für Petruschka sollte dabei einen Stilbruch vorbereiten, der sowohl musikalisch die erkennbare Handschrift Strawinskis trug als auch choreographisch ein ernsthafteres choreographisches Eingreifen Nijinskys einleitete. Die Dreiecksbeziehung von Petruschka, Ballerina und Zauberer gehört nach wie vor zu den Werken der Moderne. Bei der Uraufführung von Petruschka 1911 wurde Nijinskys dramaturgische Interpretation wie ein Wunder aufgefasst. Sarah Bernhardt urteilte über Nijinskys Darbietung: „Ich fürchte mich, ich fürchte mich, denn ich sehe den größten Darsteller der Welt.“ („J’ai peur, j’ai peur, car je vois l’acteur le plus grand du monde.“)
Nijinsky selbst schrieb zu Petruschka: „Er (Petruschka) ist der mythische Ausgestoßene, in dem sich Leid und Schmerz des Lebens konzentrieren, der mit den Fäusten gegen die Wand schlägt, der immer betrogen, verachtet und von der Welt verstoßen sein wird.“ Diese Beschreibung bringt auch Nijinskys eigene tief verwurzelten Selbstzweifel und seine emotional gefühlte Minderwertigkeit zum Ausdruck.
Tamara Karsawina war auch in Petruschka Nijinskys Partnerin, den Magier spielte Nijinskys Ballettmeister Enrico Cecchetti.

#### Choreographisch-Musikalische Revolution
Erstmals übergab Djagilew die Arbeit an einer Choreografie Nijinsky selbst, den er in künstlerischen Belangen vollkommen unterstützte. Nijinskys Unerfahrenheit als Choreograph führte zu Schwierigkeiten, dem Ensemble neue Ideen zu vermitteln, insbesondere die neuartigen Bewegungen im L’Après-midi d’un faune, wo abgehackte, eindimensionale und im Profil verlaufende Bewegungen erheblichen Widerstand hervorriefen. Bei der Premiere von L’Après-midi d’un faune kam es teils wegen Nijinskys revolutionärer Bewegungsabläufe,  insbesondere aber wegen den von Djagilew kalkulierten Reaktionen auf die sexuellen Anspielungen zu heftigen Disputen. Der Kritiker Gaston Calmette war entsetzt und schrieb: „Ein plumper Faun mit vulgären Bewegungen von animalischer Erotik und schwerfälligen Gesten!“ Dem widersprach Auguste Rodin in einem offenen Artikel und bald war der „Faun“ Thema in allen  Feuilletons Europas. Nijinsky wurde danach selbst beim empfindlichen Londoner Publikum gefeiert, bei dem überraschenderweise der Schock über die Masturbationsbewegungen am Ende des Stückes ausblieb.
Der Faun blieb in seiner Radikalität ein einzigartiger avantgardistischer Entwurf, der durch folgende Faktoren bestimmt war: „Erotisches Skandalon wegen Fetisch (Schleier) und angedeuteter Onanie auf der Bühne, Einsatz von Bewegung als Material, divergierendes Raum- und Körperkonzept, die in der Rezeption oszillieren, dynamisiertes Verhältnis von Bild und Bewegung…“ (Nicole Haitzinger).

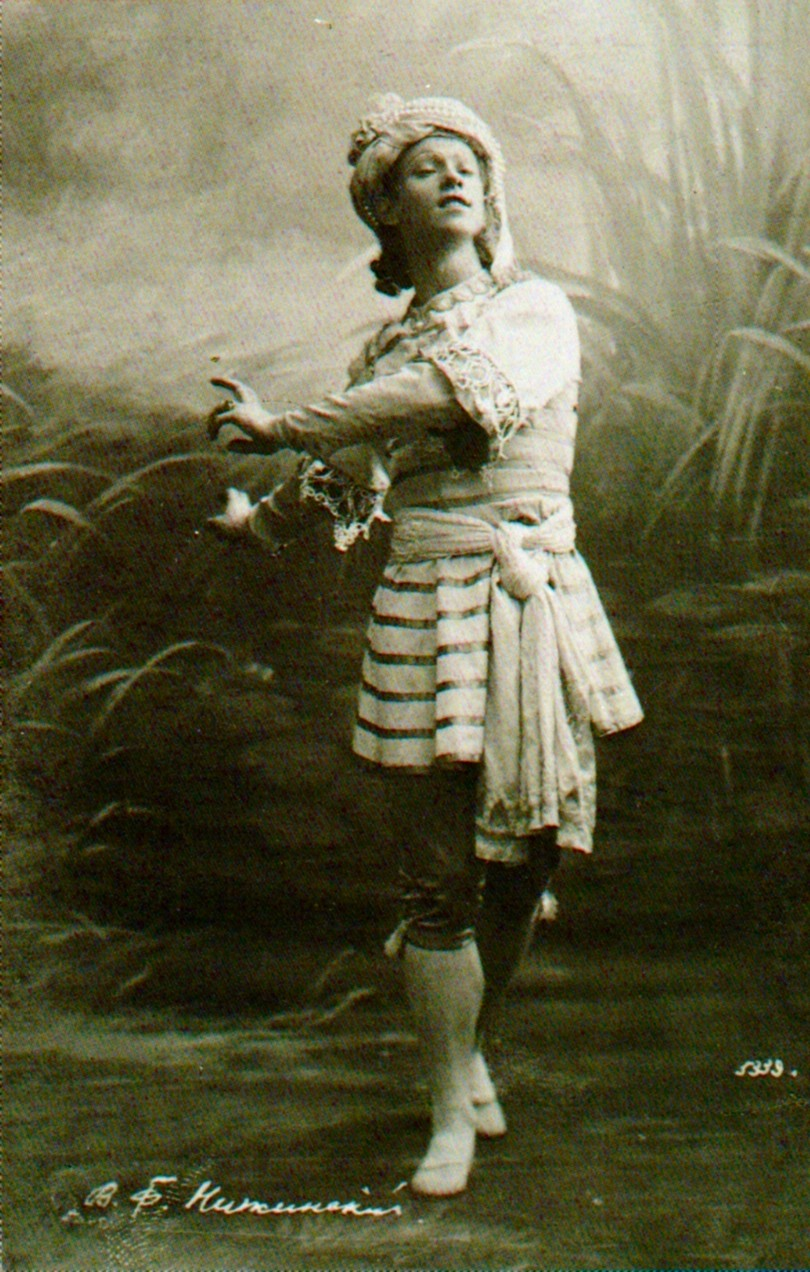
Nijinsky als Windgott Vayu in Marius Petipas Ballett Der Talisman, um 1910

Nachdem Djagilew mit dem Faun einen überragenden Erfolg gefeiert hatte, übertrug er Strawinski, nachdem dieser schon die Musik zu Petruschka und L’Oiseau de feu beigesteuert hatte, den Auftrag, ein modernes Stück zum prähistorischen Russland zu schreiben. Das Werk Le Sacre du Printemps zu der gleichnamigen Musik von Igor Strawinski wurde dabei in zweifacher Weise zu einem weit vorgreifenden Werk. Nijinskys Choreografie und Strawinskis Musik überforderten das Pariser Publikum im Théâtre des Champs-Élysées derart, dass noch während der Aufführung ein heftiger und gewalttätiger Tumult ausbrach und das Stück nur nach langer Unterbrechung und massivem Polizeieinsatz weitergeführt werden konnte. Die zwei Lager im Publikum fielen derart übereinander her, dass es zu schweren Verstimmungen zwischen Strawinski, der seine Musik entwürdigt sah und dies auf Nijinskys Choreographie schob, sowie Nijinsky, der durch die Reaktion besonders heftig getroffen wurde und während der Aufführung wie benommen war, kam.
Strawinski beschrieb die denkwürdige Veranstaltung in seiner Biographie: „Was die aktuelle Aufführung anging, kann ich darüber nicht urteilen, da ich den Saal gleich bei den ersten Sätzen der Prelude verließ, was sofort zu höhnischem Lachen führte. Ich revoltierte. Diese Manifestation, zuerst isoliert, wurde bald zu einem allgemeinen Aufruhr und führte zu Gegenmaßnahmen auf der anderen Seite, die sich sehr schnell in ein grauenvolles Getöse verwandelten. Während der ganzen Aufführung stand ich an Nijinskys Seite an den Eingängen. Er stand auf einem Stuhl und schrie ‚Sechzehn, Siebzehn, Achtzehn‘, sie hatten ihre eigene Methode, die Zeit zu zählen. Natürlich konnten die armen Tänzer durch Kampf im Auditorium und ihrer eigenen Schritte nichts hören. Ich musste Nijinsky an den Kleidern festhalten, er war völlig aufgebracht und jeder Zeit bereit, auf die Bühne zu stürmen und einen Skandal zu verursachen. Diagilew veranlasste die Elektriker in der Hoffnung, den Tumult zu stoppen, dazu, die Lichter auszuschalten. Das ist alles, an das ich mich über diese erste Aufführung erinnere.“.
Allein Djagilew wusste sich im Triumph, da ein solches Ausmaß an Reaktion die Truppe auch weiterhin in den Zenit der Pariser Gesellschaft hob. Strawinski war erst Jahre später mit dem Stück und dem Publikum versöhnt, als er nach einer konzertanten Aufführung nicht nur sprichwörtlich, sondern auch tatsächlich vom Publikum im Triumph durch die Pariser Straßen getragen wurde.

#### Sexuelle Konnotation der drei Nijinsky-Choreografien

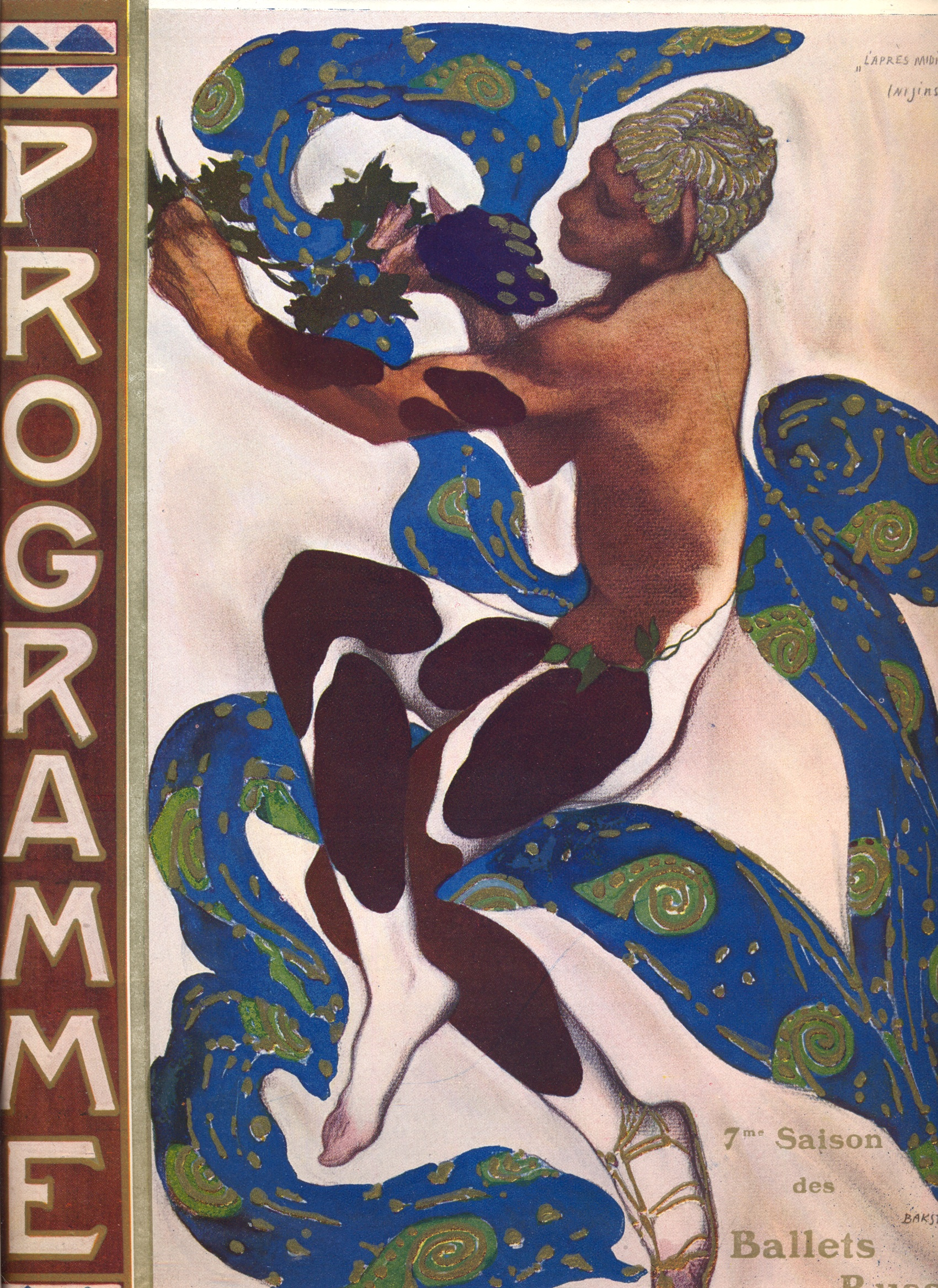
Léon Bakst: Nijinsky in L’Après-midi d’un faune, 1912

Nijinskys bahnbrechende Choreographie war ihrer Zeit aber mehrere Jahrzehnte voraus und der Sacre wurde erst mit der Sexuellen Revolution als zeitgemäß empfunden. Nijinskys dritte choreographische Arbeit für die Ballets Russes war die Weiterentwicklung  der sexuellen Themen der vorangegangenen Stücke. Die sexuelle Evolution eines Menschen wird demonstriert mit der „animalisch“ kindlichen Neugier im Faun (L’après midi), der seine Lust an dem einer Nymphe abgenommenen Gewand auslebt, mit einer erwählten Jungfrau (Sacre), die in einem Initiationsritual die Dimension der eigenen Sexualität im Umgang mit anderen und drohender Gewaltausübung wahrnimmt und schließlich mit Jeux, wo das spielerisch Sexuelle im partnerschaftlichen und geschlechtlichen Austausch den testenden Umgang von Bindung und Paarverhalten widerspiegelt. Dies alles führte  weit über damals übliche Sujets hinaus.

### Ausschluss und Wiederkehr Nijinskys bei den Ballets Russes
Auf einer Tournee nach Südamerika 1913, an der Djagilew, da er auf Schiffsreisen schwer seekrank wurde, nicht teilnehmen konnte, verliebte sich Nijinsky in die ungarische Tänzerin Romola de Pulszky (1894–1978). Die beiden heirateten noch im selben Jahr. In einem Anfall von Eifersucht entließ Sergei Djagilew, der nach Eintreffen des Telegramms einen schweren Schock erlitt, beide fristlos.
Während des Ersten Weltkrieges war Nijinsky als russischer Staatsbürger in ungarischer Gefangenschaft. Erst 1916 bemühte sich Djagilew, Nijinski wieder eine Rolle anzubieten. Auf der Tournee der Ballets Russes durch Nordamerika im Jahr 1916 bekam Nijinsky abermals eine Möglichkeit, die Partitur von Richard Strauss, Till Eulenspiegel, choreographisch umzusetzen. Während der Tournee wurden die Anzeichen einer psychischen Erkrankung Nijinskys aber immer deutlicher. Er litt teilweise unter Wahnvorstellungen, teilweise religiöser Art. Djagilew, den er in gesundem Zustand nicht mehr sehen sollte, empfand er als seinen übelsten Feind. Trotzdem konnte Nijinsky Till Eulenspiegel fertigstellen und brachte das Stück erstmals in New York auf die Bühne. Auf der Tournee erreichte die Compagnie auch Los Angeles. Ein Treffen Nijinskys und Charlie Chaplins, der alle Aufführungen besuchte, beeinflusste den Schauspieler nachhaltig, dessen Rollen teilweise von tänzerischem und mimischem Slapstick überbordeten.

### Zusammenbruch und geistige Umnachtung

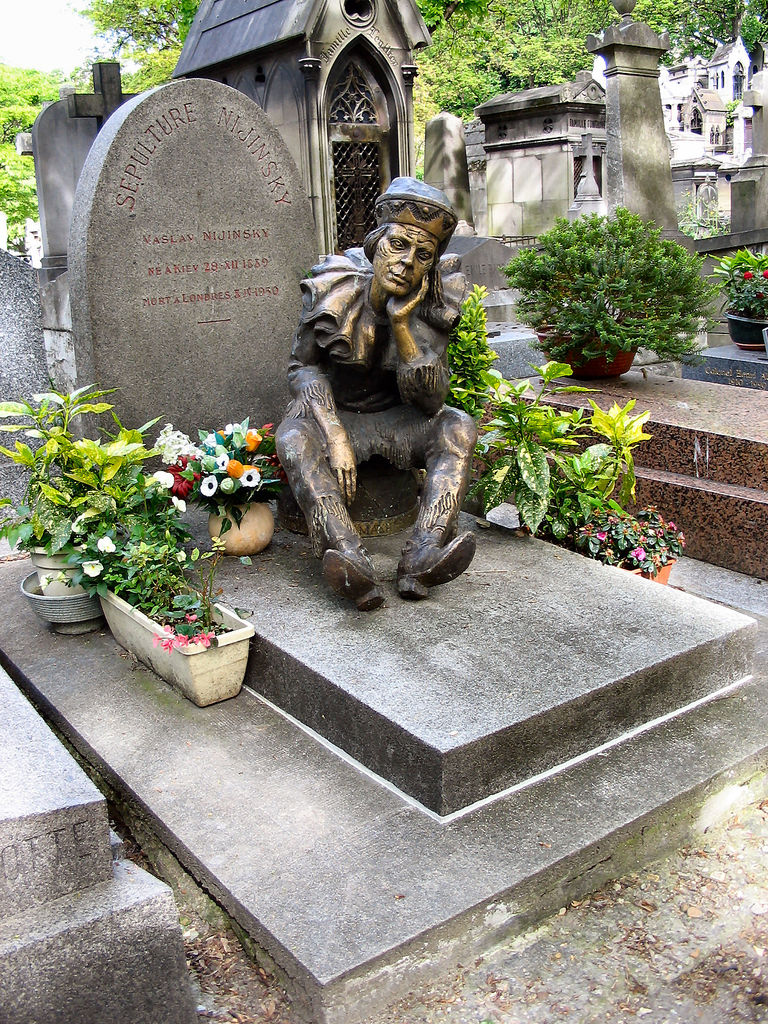
Nijinskys Grab auf dem Cimetière Montmartre in Paris

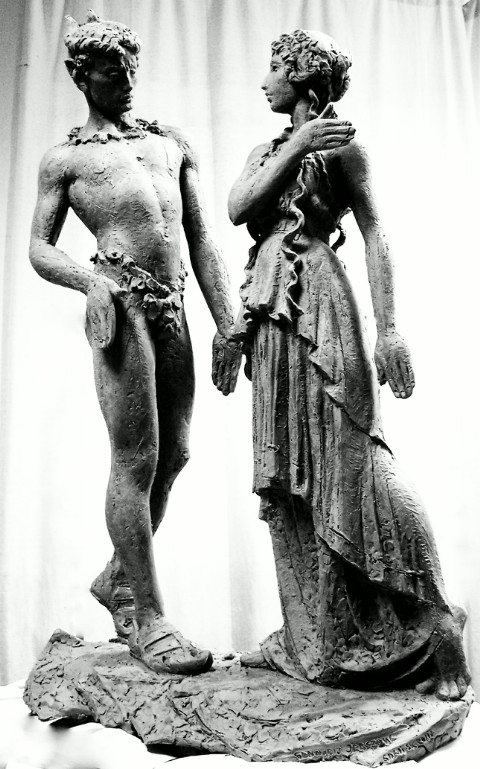
Skulptur von Vaslav und Bronislava Nijinska von Giennadij Jerszow, dem Großen Theater, Warschau

Nach seinem Rückzug lebte Nijinsky in der Schweiz und erlitt 1919 während einer privaten Aufführung in St. Moritz einen schweren Nervenzusammenbruch. In der Folge wurde bei ihm eine schwere Schizophrenie diagnostiziert. Damit war seine Karriere beendet. Er verbrachte den Großteil seines restlichen Lebens in verschiedenen psychiatrischen Kliniken und Pflegeheimen (u. a. im Sanatorium Bellevue in Kreuzlingen, Kanton Thurgau).
Als Ursache aller Neurosen und Psychosen vermutete der mit Nijinski bekannte Individualpsychologe Alfred Adler seit der Kindheit bestehende Minderwertigkeitskomplexe; auch Nijinskis Krankheit soll so entstanden sein. Ab 1938 bekam er ein Jahr lang eine Insulin-Therapie (vgl. Krampfbehandlung).
Erst eine Begegnung mit russischen Soldaten im Jahr 1945 im Haus seiner Frau in Ungarn befreite Nijinsky von seinen psychischen Blockaden, und erstmals seit 1919 konnte er wieder frei sprechen. Nach 1945 zog das Paar nach London, wo Nijinsky ein normales Leben führen konnte und wieder in Kontakt mit der Außenwelt trat.
Nijinsky starb 1950 in London, wo er auch beerdigt wurde. Drei Jahre später wurde er auf den Cimetière de Montmartre in Paris umgebettet.

## Verfilmungen
1970 begann der britische Regisseur Tony Richardson mit der Produktion des Films Nijinsky. Das Drehbuch schrieb der Dramatiker Edward Albee. Für die Hauptrollen waren Rudolf Nurejew (als Vaclav), Claude Jade (als Romola) und Paul Scofield (als Diaghilev) engagiert. Doch dann legten die Produzenten Albert R. Broccoli und Harry Saltzman das Projekt auf Eis.
1980 entstand Nijinsky, eine filmische Biographie von Herbert Ross mit Alan Bates (Diaghilev), Leslie Browne (Romola) und George De La Pena (Nijinsky).
In Form einer Fernsehproduktion entstand im Jahr 2002 mit dem ORB und dem WDR die Tanzchoreographie „Clown Gottes“ – Verloren im Wahnsinn mit dem Kammertänzer Gregor Seyffert als Vaslav Nijinsky. Dessen Vater Dietmar Seyffert zeichnete für Libretto und Choreographie verantwortlich, während Frank Schleinstein Regie führte.
2009 entstand der Dokumentarfilm Nijinsky & Neumeier. Eine Seelenverwandtschaft im Tanz von Annette von Wangenheim. Eine ARTE-/WDR-Produktion, 90 Minuten.
Kurzfilm: Final (1989 Irène Jouanne)

## Bühne

Tänzer Nijinsky von Georg Kolbe, Berliner Sonderbriefmarke von 1981

18. Januar 1990: Premiere von Nijinsky – Divine Dancer an der Finnischen Nationaloper in Helsinki. Das Ballett wurde anlässlich des 100. Geburtstages von Wazlav Nijinsky bei dem in Paris lebenden deutschen Komponisten Joseph Hölderle und dem finnischen Choreographen Juha Vanhakartano in Auftrag gegeben. Das Libretto (Juha Vanhakartano) basiert auf dem Tagebuch von Nijinsky und teilt das Werk analog der Form des Tagebuches in „Leben“ (1st Act) und „Tod“ (2nd Act) ein. Die Rolle des Nijinsky ist in einen Schauspieler und einen Tänzer aufgespalten. Der Tänzer verkörpert und tanzt die erfolgreichsten Rollen Nijinskys in Anlehnung an die originalen historischen Choreografien. Der Schauspieler zeichnet den geistigen Verfall des Stars nach, sein tragisches menschliches Scheitern. Um diese beiden parallel verlaufenden, gegenläufig synchronisierten dramaturgischen Linien aus äußerer Erfolgsstory und innerer Abwärtsspirale ranken sich Ensembleszenen, die mit mythologischen und zeitgeschichtlichen Bezügen aufgeladen sind und (im Spiegel der Umbruchszeit vor dem Ersten Weltkrieg) in einen finalen Kollaps führen. Das Ballet war eine der erfolgreichsten Produktionen der Nationaloper und in allen Vorstellungen ausverkauft.
2000 brachte John Neumeier in Hamburg sein Ballett Nijinski auf die Bühne. Musik u. a. von Nikolai Rimski-Korsakow und Dmitri Schostakowitsch, besonders dessen 11. Sinfonie, die den gesamten zweiten Teil umfasst. Die Handlung beginnt mit Nijinskis letztem Auftritt bei einer Privatveranstaltung und überlagert in Rückblenden biographische Episoden mit Szenen aus seinen Balletten (teilweise in älteren Choreografien Neumeiers, wobei die Nijinski-Rollen jeweils von anderen Tänzern getanzt werden), um schließlich im zweiten Teil zur Schostakowitsch-Sinfonie in einem zunehmenden Wahnsinnstanz zu münden. Das Ballett war ein herausragender Erfolg und über Jahre hinweg ausverkauft.
Im April 2008 fand am Theater Aachen die Uraufführung der Oper Nijinskys Tagebuch von Detlev Glanert statt. Diese behandelt die letzten 60 Tage des Tänzers, von der Diagnose Schizophrenie bis zum vollständigen Zusammenbruch und der Einweisung in eine geschlossene Anstalt.
Nijinskys Leben, Tagebuch und Werk inspirierten die Filmemacherin, Kamerafrau und Regisseurin Elfi Mikesch zu einem Theaterstück mit dem Titel Brennendes Pferd, das sie 2008 mit dem Theater Thikwa herausbrachte.
Ebenfalls auf den sogenannten Tagebüchern („Ich bin ein Philosoph, der fühlt“) beruht das Tanztheaterstück Feuer im Kopf – Solo für Waslaw Nijinski des Schweizer Tänzers und Choreographen Patrick Erni (Mannheim und Frankfurt, 2002) in der Inszenierung von Christian Golusda. Auch Oliver Reese verfasste auf der Grundlage der Tagebücher sein Solostück Ich bin Nijinsky. Ich bin der Tod., das er selbst 2013 am Schauspiel Frankfurt in der Alten Oper uraufführte.
In Polen seit 2006 bis heute, sehr ähnlich lauteten die Spiegelung der Mitglieder einer anderen Gruppe, der Gesellschaft-Wierszalin von ihrem Theaterstück Bóg Niżyński (dt. Gott-Nijinsky) unter der Regie von Piotr Tomaszuk auf der Grundlage dem persönlichen Tagebuch von Vaslav Nijinskys.

### Erinnerung

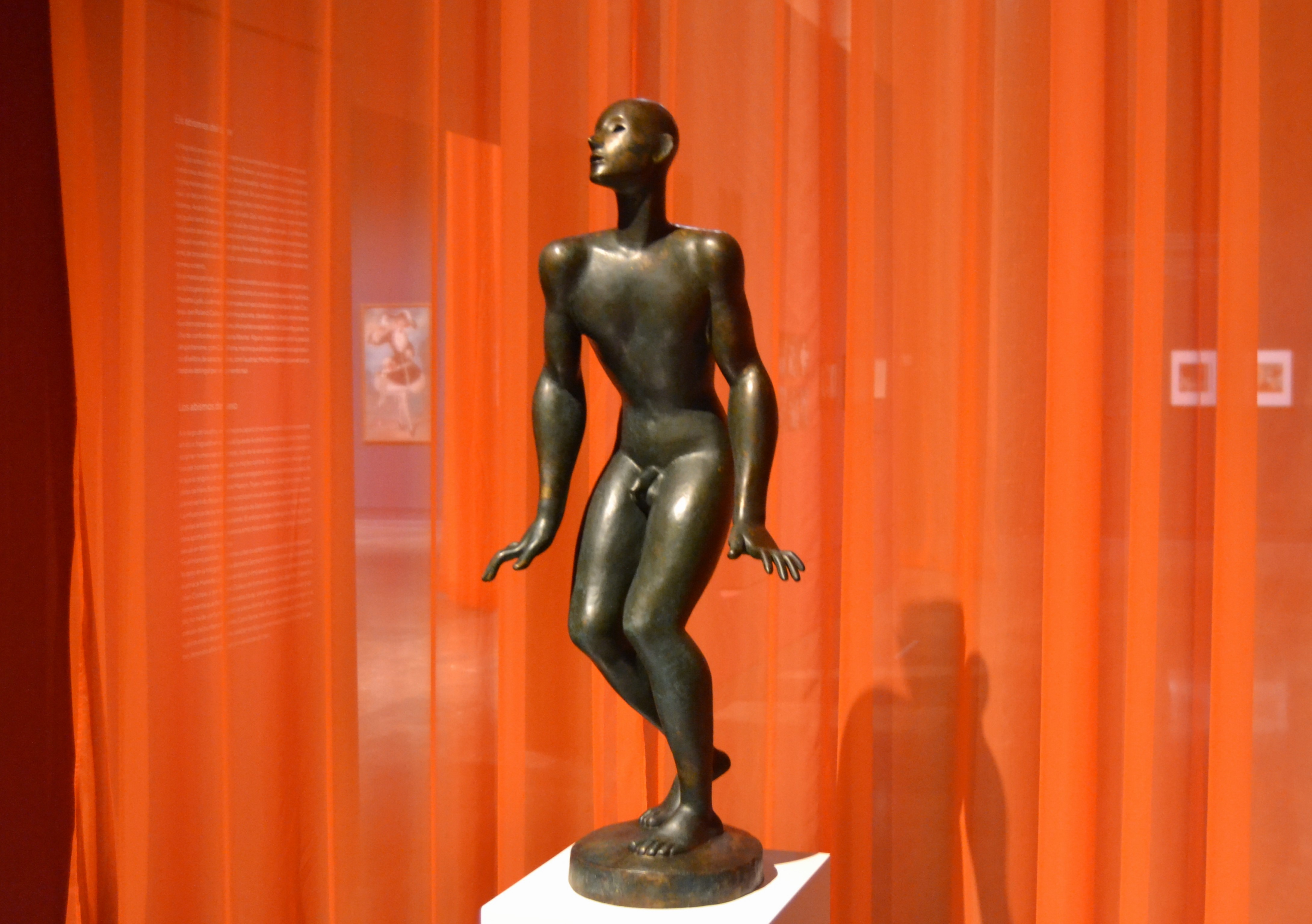
Ernesto de Fiori: Jüngling (Nijinski), 1914

Am 11. Juni 2011 wurde Polens erste Skulptur des polnisch-russischen Tänzers Vaslav Nijinsky und seiner Schwester Bronislava Nijinska im Foyer des Teatr Wielki enthüllt. Es zeigt sie in ihren Rollen als Faun und Nymphe aus dem Ballett L’après-midi d’un faune. Die Skulptur wurde im Auftrag des Polnischen Nationalballetts von dem bekannten polnisch-ukrainischen Bildhauer Giennadij Jerszow in Bronze gefertigt. Nijinsky wurde auch von Auguste Rodin porträtiert. Es wurde 1912 posthum gegossen. Ernesto de Fiori stellte seine Skulptur Jüngling (Nijinski) im Jahr 1914 her.